# Église Saint-Xavier de Punnaikayal

L’église Saint-Xavier est un édifice religieux catholique sis à Punnaikayal (en) (anciennement Punicale) au Tamil Nadu (Inde du Sud). Une première église construite par saint François Xavier aux environs de 1544 est remplacée par un nouvel édifice après la canonisation de Saint-Xavier (1622).  Centre missionnaire jésuite important elle possède au XVIIe siècle la première imprimerie tamoule.  Au XIXe siècle la paroisse est divisée par le schisme goanais dont la résolution, en 1930, fait passer l’église (et paroisse) sous la juridiction du diocèse de Tuticorin. 

## Histoire
Connu comme 'Punicale' par les Portugais, Punnaikayal est visité par saint François Xavier en 1544. Il y construit pour ses nouveaux chrétiens une chapelle en matériau léger, sable et feuilles de cocotier. Elle est détruite par l’armée du Nayak de Madurai en 1551. Arrivés au secours des chrétiens les Portugais en font, en 1551,  leur comptoir commercial sur la côte des pêcheurs de perles.  Ils construisent un fortin.  La sécurité  de l’endroit étant assurée les jésuites en font également leur base missionnaire. Bientôt il s’y trouve un hôpital, une école et même un séminaire.
Henrique Henriques, le supérieur de la mission sur la côte des pêcheurs de perles (Pearl Fishery Coast) construit une nouvelle église dédiée à l’Immaculée Conception. Plus tard cette église sera connue sous le titre de ‘Rajakanni Matha’. Pour imprimer les livres religieux qu’il compose en Tamoul il monte une première imprimerie avec caractères tamoul en 1579. Il vit plus de cinquante ans à Punnaikayal et y meurt en 1600.
Après la canonisation de saint François Xavier (en 1622) une seconde église, dédiée au saint apôtre est construite à l’extérieur du village. Lorsque les hollandais conquièrent la côte des pêcheurs et en chassent les Portugais (1663) ils utilisent l’église de l’'immaculée Conception' comme centre de commerce. La statue de la vierge est transférée dans la nouvelle église Saint François-Xavier où les services religieux catholiques sont célébrés.  En 1700 les missionnaires jésuites construisent une chapelle Sainte-Anne au centre du village. 
Au milieu du XIXe siècle la paroisse est divisée par le conflit et schisme goanais.  Les chrétiens fidèles au Padroado portugais (et leur archidiocèse de Mylapore) construisent une église Saint-Michel où ils ont leurs services religieux. Les autres restent fidèles à la 'Propaganda Fide' et aux missionnaires jésuites qui desservent l’église Saint-Xavier.
Le 7 avril 1930, par l’accord qui met fin au conflit et schisme, l’église Saint-Michel est rattachée à Saint-Xavier de Punnaikayal et la paroisse passe sous la juridiction du diocèse de Tuticorin (Thoothukudi) . Cela permet un développement des activités pastorales et religieuses et de nouvelles constructions : un presbytère et une école pour filles.
En octobre 1979 un  nouvel édifice est mis en chantier pour remplacer la chapelle Sainte-Anne. L’église Notre-Dame-du-Rosaire, plus spacieuse que l’ancienne chapelle, est consacrée le 7 octobre 1987. Comme la première église de Henriques elle est connue sous le vocable de ‘Rajakanni Matha’.  D’autres chapelles (à Marie-Madeleine, à Saint-Thomas) voient le jour dans différents quartiers de Punnaikayal.